# 二氧化鋂
二氧化鋂 (AmO2) 是一種黑色的

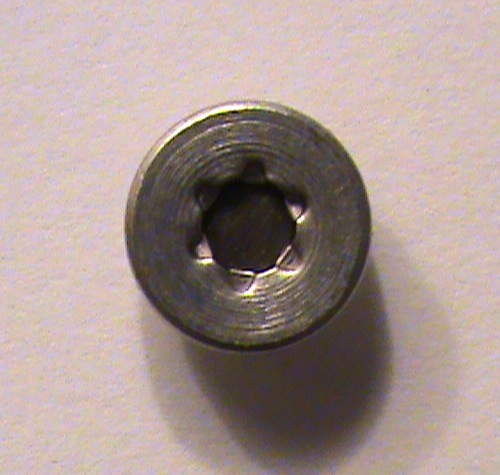
裝在電離煙霧探測器內的二氧化鋂-241（圖中內圈黑色部份），外部包覆著鋁

鋂化合物，它可以作為α粒子源，常用於電離式煙霧探測器。固體的二氧化鋂為結晶態, 結構類似於螢石（CaF2）的結構。